# Тврђава Санто Антонио де Аксим
Санто Антонио де Аксим (порт. Santo António de Axim) је утврђење у граду Аксиму у Гани. Изграђена је 1515. године као португалско трговачко и војно утврђење на Златној обали близу ушћа реке Анкобра. Ово је друго утвређење које су Португалци изградили у својој западноафричкој колонији. Служила је као главно трговачко место за откуп злата из континенталног залеђа.
Холанђани су преузели тврђаву 1642. године када је цела португалска колонија прешла у њихов посед. Велика Британије је преузела контролу над Санто Антонијом 1872. године. Од 1950-их година тврђава је обновељна и служила је за бројне канцеларије владе Гане. Предвиђена је да се претвори у музеј.